# Tiger Army
I Tiger Army sono un gruppo psychobilly formato nel 1995 a Berkeley, California.
Questo gruppo viene prodotto dalla Hellcat Records, la stessa etichetta dei Rancid. Hanno vinto un Grammy in collaborazione con i Nekromantix.

## Lineup
- Nick 13 - voce, chitarra
- Geoff Kresge - contrabbasso (1999-2004/2007- oggi)
- James Meza (Wasted James) - batteria (2004-oggi)

### Ex Membri
- Joel Day - contrabbasso (1995-1997)
- Jeff Roffredo - contrabbasso (2004)
- Adam Carson - batteria (1995-2000)
- London May - batteria (2000-2002)
- Fred Hell - batteria (2002-2004)

## Discografia

### Album in studio
- 1999 - Tiger Army
- 2001 - Tiger Army II: Power of Moonlite
- 2004 - Tiger Army III: Ghost Tigers Rise
- 2007 - Music from Regions Beyond
- 2016 - V •••–
- 2019 - Retrofuture

### EP
- 1997 - Temptation EP
- 2002 - Early Years EP
- 2004 - Ghost Tigers EP

### Apparizioni in compilation
- 2007 - Warped Tour 2007 Tour Compilation